# 카리엘 수르 국제공항

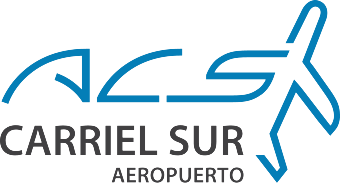

카리엘 수르 국제공항(Carriel Sur International Airport, IATA: CCP, ICAO: SCIE)은 콘셉시온 다운타운에서 8킬로미터 떨어진 비오비오주 탈카우아노에 위치한 공항이다. 칠레의 최대 공항들 중 하나이며 LATAM 항공 그룹, 제트스마트, 스카이 에어라인의 국내 트래픽을 관할한다. 아르투로 메리노 베니테스 국제공항의 주요 대체 공항 역할을 수행하기도 한다.(공항이 기후 문제로 폐쇄되었을 경우)